# Kościół św. Piotra z Alkantary w Karwinie
Kościół św. Piotra z Alkantary w Karwinie (cz. Kostel sv. Petra z Alkantary) – rzymskokatolicki zabytkowy kościół w Karwinie, w dzielnicy Kopalnie, w kraju morawsko-śląskim w Czechach (w historycznym regionie Śląska Cieszyńskiego). Jest kościołem parafialnym parafii św. Piotra w Karwinie-Dołach.
Kościół wybudowali Larischowie w 1736 w stylu barokowym, na miejscu drewnianego kościoła pw. św. Marcina (wzmianka z 1447). W 1756 konsekrowany przez biskupa wrocławskiego Filipa Gotharda Schaffgotscha. We wnętrzu gotycka kamienna chrzcielnica z XV wieku.
Od 1854 intensywnie prowadzona eksploatacja górnicza (27 pokładów o łącznej miąższości 46,82 m) doprowadziła do nachylenia się budowli o 6,8° od pionu w kierunku południowym oraz obniżenia otaczającego ją terenu o prawie 34 metry. W latach 90. XX wieku budowli groziło zawalenie. Dopiero w latach 1994–1995 przeprowadzono generalny remont i zabezpieczono obiekt przed zniszczeniem. Obecnie kościół jest chroniony jako zabytek kultury Republiki Czeskiej.
Kościół św. Piotra znalazł się w tytule trylogii czeskiej pisarki Karin Lednickiej pt. Šikmý kostel, której akcja rozgrywa się w okolicy.